# Arvid Knöppel
Arvid Knöppel, né le 7 mars 1867 à Stockholm (Suède) et mort le 8 mars 1925 à Bad Nauheim (Allemagne), est un tireur sportif suédois.

## Palmarès
- Jeux olympiques d'été de 1908 à Londres :
  -  Médaille d'or au tir au cerf courant coup simple à 100 m par équipes.